# Liste der Biografien/Janv
Liste der Biografien |
Portal Biografien |
Personensuche
# |
A |
B |
C |
D |
E |
F |
G |
H |
I |
J |
K |
L |
M |
N |
O |
P |
Q |
R |
S |
T |
U |
V |
W |
X |
Y |
Z |
?
 
Ja |
Jb |
Jd |
Je |
Jh |
Ji |
Jj |
Jl |
Jn |
Jm |
Jo |
Jp |
Jr |
Js |
Jt |
Ju |
Jv |
Jw |
Jy
 
Jaa |
Jab |
Jac |
Jad |
Jae |
Jaf |
Jag |
Jah |
Jai |
Jaj |
Jak |
Jal |
Jam |
Jan |
Jao |
Jap |
Jaq |
Jar |
Jas |
Jat |
Jau |
Jav |
Jaw |
Jax |
Jay |
Jaz
 
Jana |
Janb |
Janc |
Jand |
Jane |
Jang |
Janh |
Jani |
Janj |
Jank |
Janm |
Jann |
Jano |
Janr |
Jans |
Jant |
Janu |
Janv |
Jany |
Janz
Die Liste der Biografien führt alle Personen auf, die in der deutschsprachigen Wikipedia einen Artikel haben. Dieses ist eine Teilliste mit 9 Einträgen von Personen, deren Namen mit den Buchstaben „Janv“ beginnt.

## Janv

### Janve
- Janvey, Dan (* 1984), Filmproduzent

### Janvi
- Janvier, Alex (1935–2024), kanadischer Künstler
- Janvier, Antide (1751–1835), französischer Uhrmacher und Autor
- Janvier, Emmanuel, französischer Maskenbildner und Friseur
- Janvier, Ludovic (1934–2016), französischer Schriftsteller
- Janvier, Maxime (* 1996), französischer Tennisspieler
- Janvion, Gérard (* 1953), französischer Fußballspieler

### Janvr
- Janvrin, Kip (* 1965), US-amerikanischer Zehnkämpfer
- Janvrin, Robin, Baron Janvrin (* 1946), britischer Politiker, Diplomat, Seeoffizier und ManagerRobin Janvrin, Baron Janvrin (* 1946)

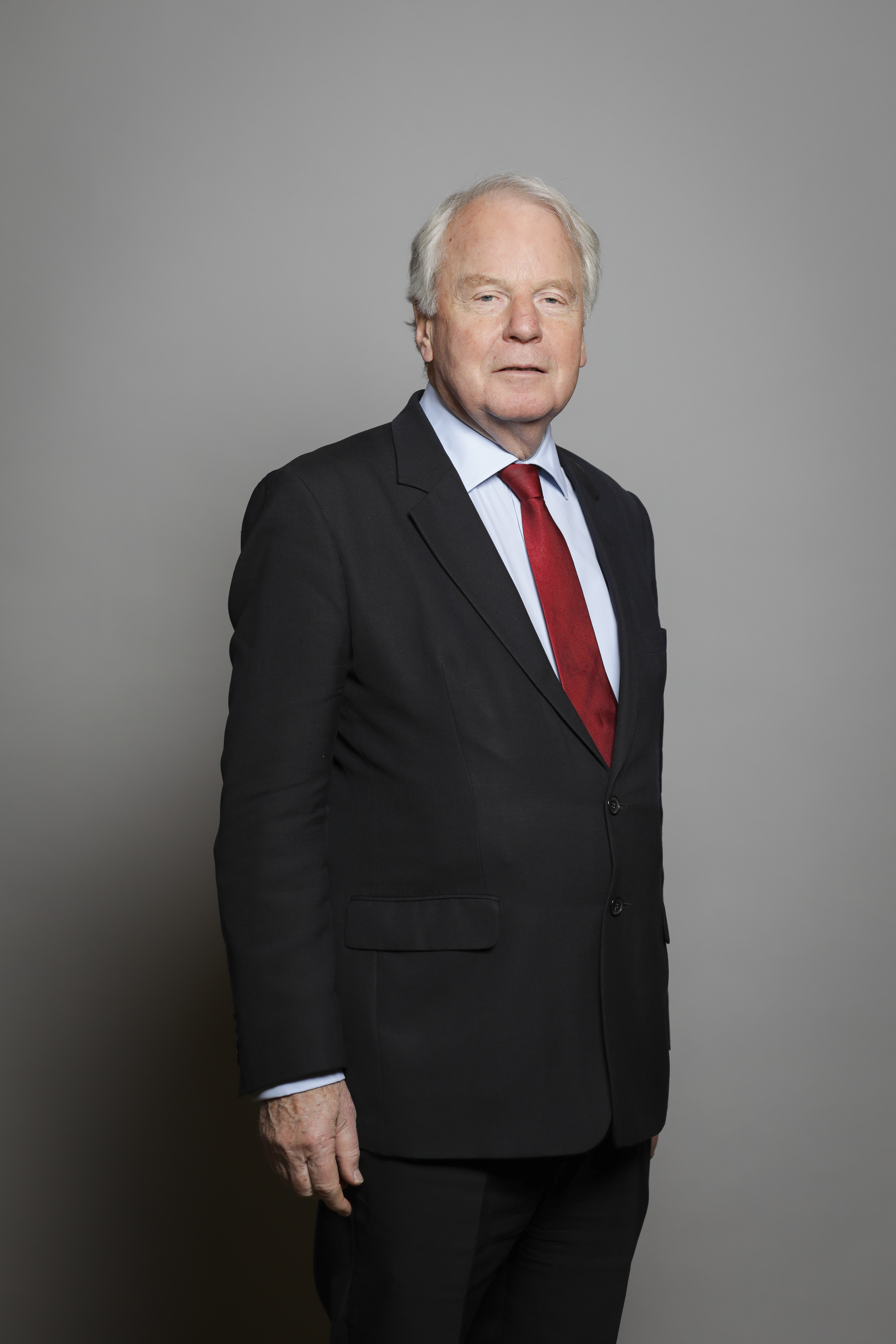
Robin Janvrin, Baron Janvrin (* 1946)